# Bertel Liljequist
Bertel Karl Liljequist, född 1 juli 1885 i Vasa, död 17 juni 1954 i Helsingfors, var en finländsk arkitekt. 
Liljequist utexaminerades från Polytekniska institutet i Helsingfors 1908 och samarbetade därefter med Gustaf Strengell 1910–1912. Han drev en egen arkitektbyrå i Tallinn 1912–1914 för att därefter samarbeta med Armas Lindgren 1914–1926. Han inledde sin karriär i nationalromantisk stil, vilken senare försköts mot nyklassicismen för att i början av 1930-talet övergå till funktionalismen.

## Verk i urval
- Huvudbyggnaden på Träskända gård i Esbo (tillsammans med Lindgren, på basis av Isak Gustaf Clasons skisser, 1921)
- Stadshuset i Hangö (tillsammans med Lindgren, 1926)
- Sandudds krematorium i Helsingfors (1926)
- Bergmansgatan 13 i Helsingfors (1930)
- Paulus kyrka i Helsingfors (1931)
- Degerby kyrka i Ingå (1932)
- Helsingfors slakteri i Sörnäs (1933)
- Industribyggnader för Kymmene Ab i Kuusankoski (1934)
- Strandstigen 2 i Helsingfors (1934)
- Unionsgatan 39 i Helsingfors (1937)
- Hangö segelförenings segelpaviljong i Hangö (1938)
- Hangö stadshus (tillbyggnad, 1951)
- Hangö vattentorn (tillsammans med F. Nikander, 1953)